# Savennes, Creuse
Savennes là một xã thuộc tỉnh Creuse trong vùng Nouvelle-Aquitaine miền trung nước Pháp.

## Dân số
| 1962                                                    | 1968 | 1975 | 1982 | 1990 | 1999 | 2005 |
| ------------------------------------------------------- | ---- | ---- | ---- | ---- | ---- | ---- |
| 125                                                     | 151  | 103  | 176  | 225  | 212  | 225  |
| Census count starting from 1962 Dân số không tính trùng |      |      |      |      |      |      |